# 2163 Korczak
2163 Korczak eller 1971 SP1 är en asteroid i huvudbältet som upptäcktes den 16 september 1971 av Krims astrofysiska observatorium på Krim. Den har fått sitt namn efter Janusz Korczak.
Asteroiden har en diameter på ungefär 24 kilometer och den tillhör asteroidgruppen Themis.